# Maria Primatchenko
Maria Avksentiïvna Prymatchenko (en ukrainien : Марія Оксентіївна Примаченко), née le 30 décembre 1908 (12 janvier 1909 dans le calendrier grégorien) à Bolotnia et morte dans la même ville le 18 août 1997, est une artiste peintre ukrainienne, représentante de l'art naïf.

## Biographie
Paysanne du village de Bolotnia, dans l'oblast de Kiev, victime de la poliomyélite, elle ne s'est jamais beaucoup éloignée de son village où elle s’est illustrée par un talent naturel pour les arts. Très tôt, elle a décoré à la peinture sa maison et les maisons de ses voisins.
Découverte par Tatiana Florou, elle a été invitée à l'atelier expérimental du musée national d'art d'Ukraine où elle a perfectionné son style à partir de 1936. Elle y a beaucoup créé : broderies, décorations de céramiques fabriquées spécialement pour elle par le céramiste Yakim Guérassimenko. La même année, 1936, elle a participé à une exposition d'art populaire où elle a remporté le diplôme de 1er degré.
Sa manière de peindre à la gouache, surtout, ou à l'aquarelle sur papier Wathman avec des pinceaux fabriqués industriellement, est toute imprégnée de tradition populaire. Ses créations, qui évoquent les légendes de son pays, relient les anciennes traditions folkloriques ukrainiennes et le présent. Son don pictural pour donner vie aux idées, aux sentiments et aux impressions s’est progressivement mué en une véritable maîtrise de son art. Elle a travaillé sur format horizontal pour illustrer une suite d'évènements tandis que sur format vertical, elle illustrait des « compositions représentatives ». Très originale, elle pouvait représenter les arbres en « vision double », montrer simultanément l'intérieur et l'extérieur d'une maison, humaniser ses animaux fantasmagoriques avec de grands yeux bordés de longs cils, exprimer la dualité de la tristesse et de la joie avec ses tombes ornées de fleurs et de rouchniks qui sont des serviettes brodées éclatantes de couleurs.
En 1986, à trente kilomètres de son village a eu lieu la catastrophe nucléaire de Tchernobyl à laquelle elle a consacré toute une série de travaux ; elle est également connue comme illustratrice de livres pour enfants dont La Cigogne et La cigogne qui prend une douche de Mykhailo Stelmakh.
Les expositions de ses œuvres ont remporté un succès extraordinaire en fédération de Russie, en Pologne, en Bulgarie, en France et au Canada.
Maria Prymatchenko reçoit l'ordre de l'Insigne d'honneur en 1960. En 1966, son cycle de peintures « La joie pour les gens » (Людям на радость) fut récompensé par le prix national Taras Chevtchenko - la plus haute distinction artistique récompensant des auteurs d'expression ukrainienne et le titre de légende nationale d'Ukraine.
Son fils, Fédir, peintre lui aussi, continue à maintenir les traditions de l'art populaire tout en faisant preuve d'originalité.
Plusieurs de ses œuvres ont été détruites lorsque le musée historique et d'histoire locale d'Ivankiv  a été atteint et incendié par des bombardements russes lors de l'invasion de 2022,.

## Œuvres
La liste faite avec les légendes des reproductions du livre indiqué dans la bibliographie, naturellement incomplète, permet de se rendre compte des thèmes abordés, des supports et des années de leur création.
- 1936
  - L'Oiseau de proie
  - La Bête
  - Animal fabuleux
  - La Bête noire
  - La Bête
  - Le Singe rose
  - Un animal fabuleux
  - Le théâtre. « Le Zaporogue au-delà du Danube »
  - Le théâtre. « Le Zaporogue au-delà du Danube », suite
- 1937
  - Peinture sur vase en céramique
  - Peintures sur trois pots en céramique
  - Peinture sur bouteille en terre cuite
  - Peinture sur crocodile en céramique
  - La cavalière
  - Peinture sur vase en terre cuite
  - L'oiseau
  - Le jugement des animaux
  - La guenon avec des lunettes
  - L'animal violet
  - Peinture sur assiette en terre cuite
  - L'oiseau fantastique
  - L'éléphant
  - L'oiseau fantastique
- 1962
  - Paon sylvestre
  - L'oiseau
  - Le cheval triste
  - La tombe du cosaque
  - Oiseau de feu parmi les fleurs
  - Tournesol aux abeilles
  - Tournesol et pois
  - Le lion a abattu le chêne
  - Des animaux en visite chez un lion
  - Artistes de mer
  - Bleuets dans un vase
- 1963
  - Danseuses ukrainiennes
  - Tournesol de la vie
  - Sauge blanche
- 1964
  - La mouette nourrit ses enfants en mer sous le soleil
  - les yeux des fleurs
  - Pavots dans un pot
- 1965
  - La mouette dans son nid
  - Fleurs du tournesol
  - Fleurs roses dans un vase bleu
  - Jeune ukrainienne
  - Le paon dans le houblon
  - Les ours au rucher
- 1966
  - « Je n'ai pas assez vécu avec toi, Vanioucha... »
- 1967
  - Bois d'obier
  - La pie
  - Les fleurs dans un vase
- 1968
  - Maroussina filant la filasse
  - Le fainéant sous un pommier
- 1969
  - Oh, mes jeunes années, venez chez moi
  - Les fleurs de sapin
  - Une vieille assise sur le four et filant la filasse
- 1970
  - Le bouquet
- 1971
  - Fiançailles
  - Les fleurs
  - Les noces
  - Un jeune ours marchant dans le bois
  - Vania tenant les chevaux
  - Les fleurs
- 1972
  - Ivan demandant Galia en mariage
  - Le jeune homme laboure la terre
  - La belle
  - Deux perroquets
  - Ma belle est amoureuse d'un autre
  - Une fête
  - La bête se promène
  - La bête fantastique
  - Les noces
- 1977
  - Le vieux lion s'est lié d'amitié avec la vipère
  - La bête
  - La bête fantastique
  - Le cirque des animaux
- 1979
  - Fleurs
- 1982
  - Les cigognes sont revenues
  - Les pavots rouges
  - Une colombe a déployé ses ailes et demande la paix
- 1983
  - Ouchatka a attrapé l'écrevisse
  - Le maïs dans un pot
- 1984
  - Le jeune taureau
  - Les trois vieux
  - Cette bête baille et ne veut pas avoir d'amis
  - Les cigognes
  - L'automne vient à cheval
  - Le chien-boa a attrapé la Miche
  - Maudite soit la guerre. Au lieu des fleurs y poussent les bombes
- 1985
  - Les perdrix dansent et labourent
- 1986
  - Le roi des chats
  - Le monstre
  - Menace d'une guerre
  - Le lion voulait traverser la rivière et ne pas mouiller ses pattes
  - La bête aux pattes croisées
  - Depuis des temps immémoriaux il n'y avait pas de singes plus curieux
- 1987
  - En l'honneur de la naissance de mon arrière-petite-fille
  - La loutre a attrapé un oiseau
  - La bête d'antan des marais